# Hieroceryx ascalaphoides
Hieroceryx ascalaphoides là một loài tò vò trong họ Ichneumonidae.